# Laguna Verde (Atacama)
La Laguna Verde es un lago hipersalado de montaña ubicado en la Región de Atacama, en Chile. Está próximo a la frontera con Argentina.

## Descripción
Se le encuentra a unos 23 kilómetros al oeste del Paso de San Francisco y, por ende, a igual distancia de la frontera argentino-chilena, y unos 265 km al este-noreste de la ciudad de Copiapó. El nivel de sus aguas está a 4350 m s. n. m. y la ruta 31-CH contornea su margen sur. El complejo fronterizo chileno San Francisco está a 111 km y en la zona también se encuentra el parque nacional Nevado Tres Cruces.
Este lago está aparentemente desprovisto de vida a causa de la extremada salinidad de sus aguas, las cuales se caracterizan por poseer un bello color verde cerúleo.
Ocupa el fondo de un profundo valle casi circular (circo) rodeado de volcanes siempre cubiertos por nieve, tales como el Nevado Ojos del Salado, El Muerto y el Nevado Incahuasi, entre otros pertenecientes a la cordillera de los Andes. La fauna de la zona es muy escasa debido a la gran aridez y al clima extremo.
Unos 35 kilómetros al oeste-suroeste de este lago se encuentra el salar de Maricunga.
Las características morfométricas y climatológicas más relevantes de la laguna son:: III-109 
- altura: 4350 m
- superficie de la cuenca: 1075 km²
- superficie de la laguna: 15 km²
- precipitaciones: 170 mm/año
- evaporación potencial: 1000 mm/año
- temperatura media: 1 °C

## Historia
Luis Risopatrón lo describe en su Diccionario Jeográfico de Chile (1924):: 926 
Verde (Laguna). 26° 53' 68° 28' Presenta aguas de color verde esmeralda, saladas i amargas, está rodeada de profundos barrancos volcánicos i se encuentra a 4 281de altitud, a corta distancia al W del portezuelo de San Francisco; una quebrada con agua dulce le cae del N E i un arroyito de buena agita le afluye del SE. 1, x, p. 209; 63, p. 126 i 138; 93, p. xxix; 98, II, p. 329 i 479; i m, p. 159 i carta de San Román (1892); 117, p. 126, 139, 140 i 165; 154; i 156.